# Počveničestvo
Počveničestvo (rusky почвенничество, ze slova návrat a počva = půda) je filozofický směr a literární a  hnutí z 60. let 19. století v Rusku.
Počvenici prosazovali ideu kultivace půdy jako základ pro sociální a duchovní rozvoj Ruska. Hnutí podporovalo kompletní vymýcení prvků nevolnictví. Kritizovalo nihilismus, materialismus a filozofický utilitarismus. Projevovalo prvky okcidentalismu, kritizovalo implementaci západních hodnot v Rusku. Jedním z jeho hlavních rysů je zásada že při poznávání jevů života je třeba uplatnit uměleckou tvorbu. Hnutí navazovalo na dřívější a podobné slavjanofilství. Na rozdíl od nejvýznamnějších slavjanofilů však hledalo určitou syntézu se západníky.

## V umění
Ve svém románu Běsi vyjádřil Fjodor Michajlovič Dostojevskij ideu počveničeství prostřednictvím postavy Šatova.

## Představitelé
- Fjodor Michajlovič Dostojevskij
- Nikolaj Jakovlevič Danilevskij
- Ivan Iljin
- Vasilij Šukšin